# Bee Movie
Bee Movie (en Hispanoamérica, Bee Movie: La Historia de una Abeja) es una película animada en 3D, dirigida por Simon J. Smith y Steve Hickner, escrita, producida y protagonizada por Jerry Seinfeld. Fue estrenada en 2007 y trata sobre la vida de una abeja recién graduada en la universidad que no se cree abeja de colonia, y sin decidirse por un trabajo, se va de su colmena para encontrar un objetivo.

## Sinopsis
Un joven abeja llamado Barry B. Benson (Jerry Seinfeld) se graduó recientemente en la universidad y está a punto de ingresar a la fuerza de trabajo de la colmena Industrias Honex (Mielex en español) junto con su mejor amigo Adam Flayman (Matthew Broderick). Inicialmente, Barry está entusiasmado por unirse a la fuerza de trabajo, pero surge su actitud valiente e inconformista al descubrir que su elección de trabajo nunca cambiará una vez elegida. Más tarde, las dos abejas se topan con un grupo de Pollen Jocks (Polinesios en Hispanoamérica), las abejas que recogen polen de las flores fuera de la colmena. Los Pollen Jocks ofrecen llevar a Barry fuera de la colmena a un parque de flores, y él acepta. Antes de salir, Barry aprende sobre el gran trabajo que realizan los Pollen Jocks y de las reglas que éstos acatan con mucho afán y mucho esmero, incluyendo particularmente una muy primordial: la Regla Sagrada de las Abejas, la cual señala que una abeja NUNCA JAMÁS debe comunicarse con un ser humano. Durante su primera salida de la colmena, mientras aprende de los Pollen Jocks sobre la ruta de la expedición de recolección de polen en la ciudad de Nueva York, Barry se pierde del grupo, intenta escapar de una incómoda situación buscando un refugio para protegerse bajo la lluvia y termina cayendo en el balcón de una hermosa mujer humana llamada Vanessa Bloome (Renée Zellweger). Al darse cuenta de Barry, el novio de Vanessa, Ken (Patrick Warburton), intenta aplastarlo, pero Vanessa atrapa suavemente y suelta a Barry fuera de la ventana, salvándole la vida.
Barry luego regresa para hablar y expresar su gratitud a Vanessa, rompiendo la Regla Sagrada de las Abejas. Barry y Vanessa desarrollan un vínculo estrecho, rayando en la atracción, y pasan tiempo juntos con frecuencia, causando la preocupación de Adam y de sus padres. Más tarde, mientras Barry y Vanessa están caminando por una tienda de comestibles, Barry se horroriza al descubrir que los humanos han estado robando y comiendo miel de las abejas durante siglos. Él decide viajar a Honey Farms, una reconocida granja de apicultura que abastece a la tienda de comestibles con su miel. Tras descubrir con detalle el trato cruel y deficiente contra las abejas en la colmena por parte de los apicultores, incluido el uso de un detestable aparato llamado ahumador  para someter a la colonia, un furioso Barry decide demandar a la raza humana para poner fin a la explotación de las abejas.
La misión de Barry atrae la atención de abejas y humanos, y cientos de personas se presentan para ver el juicio. Aunque Barry se enfrenta al duro abogado defensor Layton T. Montgomery (John Goodman), el primer día del juicio va bien. Esa noche, Barry está cenando con Vanessa cuando aparece Ken. Vanessa sale de la habitación, y Ken le expresa a Barry que odia que la pareja pase tiempo juntos. Cuando Barry se va para usar el baño, Ken embosca a Barry e intenta matarlo, solo para que Vanessa intervenga y rompa con Ken. Al día siguiente en el juicio, Montgomery se burla de las abejas, lo que hace que Adam lo pique. Las acciones de Adam ponen en peligro la credibilidad de las abejas y pone su vida en peligro, aunque logra sobrevivir. Mientras visita a Adam en el hospital, Barry ve a dos personas fumando afuera, y se queda impresionado, por lo que decide usarlo como argumento. Al día siguiente, Barry gana radicalmente el juicio al exponer al jurado el trato tan cruel y tan deficiente al que son sometidas las abejas, particularmente al ahumador, y los humanos tienen prohibido volver a robar miel de las abejas.
Después de perder el juicio, Montgomery advierte crípticamente a Barry que un cambio negativo en el equilibrio de la naturaleza es inminente. En la colmena, la acumulación repentina y masiva de miel ha dejado a cada abeja sin trabajo, incluidos los Pollen Jocks de vital importancia. Como resultado, sin nada que los polinice, las flores del mundo lentamente comienzan a extinguirse. Barry se da cuenta de su error gracias a Vanessa, quien tuvo que cerrar su florería. Ellos se dan cuenta de que las únicas flores que quedan con polen saludable son aquellas en un desfile de flores llamado «El Torneo de las Rosas» en Pasadena, California. Barry y Vanessa viajan al desfile y roban una carroza de desfile, que cargan en un avión para entregar a las abejas para que puedan volver a polinizar las flores del mundo. Debido al vuelo lento generado por una tormenta, Barry va a hablar con el piloto y el copiloto del avión, pero tras un accidente quedan inconscientes. Vanessa se ve obligada a aterrizar el avión, con la ayuda de Barry y las abejas de su colmena, lo que consiguen con éxito.
Armados con el polen de las últimas flores, Barry y los Pollen Jocks logran revertir el daño y salvar las flores del mundo, reiniciando la producción de miel de las abejas. Los seres humanos y las abejas se ven trabajando juntos, y ciertas granjas apicultoras vuelven a operar, cuyas marcas de miel ahora están «aprobadas por abejas». Barry se convierte en miembro de Pollen Jocks, ayudando a polinizar las plantas del mundo. También se ve a Barry dirigiendo un bufete de insectos abogados dentro de la tienda de flores de Vanessa, titulado «Insects at Law», manejando disputas entre animales y humanos. La película termina con Barry volando a un parque de flores con los Pollen Jocks.

## Reparto
| Actuaciones de voz                               |                   |                             |                       |
| Personaje                                        | Voz original      | Doblaje para Hispanoamérica | Doblaje para España   |
| Barry B. Benson                                  | Jerry Seinfeld    | Jaime Camil                 | Arturo Valls          |
| Vanessa Bloome                                   | Renée Zellweger   | Ana de la Reguera           | María Adánez          |
| Adam Flayman                                     | Matthew Broderick | René García                 | Daniel García         |
| Ken                                              | Patrick Warburton | Mario Filio                 | Juan Carlos Gustems   |
| Layton T. Montgomery                             | John Goodman      | Maynardo Zavala             | Camilo García         |
| Mooseblood the Mosquito (Mosquito Sangrón)       | Chris Rock        | Alfonso Obregón             | José Javier Serrano   |
| Martin B. Benson                                 | Barry Levinson    | Arturo Mercado              | Juan Fernández Mejías |
| Janet B. Benson                                  | Kathy Bates       | Rebeca Patiño               | Margarita Minguillón  |
| Trudy (Guía de turistas en Honex)                | Megan Mullally *  | Maggie Vera                 | María Moscardó        |
| Dean Buzzwell (Director Colmenero)               | Larry Miller      | Francisco Colmenero         | Javier Viñas          |
| Pollen Jocks General (General de los Polinecios) | Rip Torn          | Armando Réndiz              | Joaquín Díaz          |
| Bee Larry King (Larry King abejil)               | Larry King        | Jesse Conde                 | Jordi Boixaderas      |
| Ray Liotta                                       | Ray Liotta        | Sergio Gutiérrez Coto       | Jordi Ribes           |
| Judge Bumbleton (Jueza Bumbleton)                | Oprah Winfrey     | Laura Torres                | Juana Beuter          |
| Sting                                            | Sting             | Humberto Solórzano          | Juan Antonio Bernal   |

- Megan Mullally sería originalmente la voz de la reina de la colmena, de hecho ya estaban grabadas sus líneas, pero debido a recortes de escenas, su personaje fue eliminado, aun así Seinfeld quería darle una participación en la película de tal forma que terminó siendo la voz de la guía de turistas de Honex.

## Recepción
La película recibió un 49 % de aprobación en Rotten Tomatoes, con base a 174 reseñas con una clasificación promedio de 5.7/10. El consenso del sitio dice: «Bee Movie tiene momentos graciosos, pero su incómoda premisa y aburrida presentación la hacen en su mayoría olvidable».

## Premios
| Golden Globe Awards |                                          |           |
| Año                 | Categoría                                | Resultado |
| 2007                | Globo de Oro a la mejor película animada | Nominada  |